# Eupithecia filia
Eupithecia filia es una especie de polilla de la familia Geometridae. La especie fue descrita por primera vez por Mironov y Galsworthy habiendo sido descrita en 2010, con distribución en Nepal. Es una polilla pequeña con una envergadura de unos 17,5 milímetros (0,7 plg). 